# En melodi om våren (film, 1933)
En melodi om våren är en svensk dramafilm från 1933 i regi av John Lindlöf. 
Filmen premiärvisades 20 februari 1933. Den spelades in i Filmstaden Råsunda av J. Julius. Som förlaga till filmen hade man Henrik Christiernson komedipjäs Gurli som uruppfördes på Dramatiska Teatern 1898. Filmens titel En melodi om våren användes 1943 av Weyler Hildebrand, men den filmen har ett helt annat innehåll.

## Rollista i urval
- Annalisa Ericson – Gurli Nyberg, modetecknerska
- Lars Egge – Richard Stolpe, konstnär
- Erik "Bullen" Berglund – "Slinken" Malén, djurmålare
- Gunnar Olsson – Delling, konsthandlare
- Conny Molin – Axell
- Nils Wahlbom – Fernbom
- Knut Lambert – Fahlén
- Alice Carlsson – Maggie Ström, modell
- Richard Lindström – Ringenson
- Folke Pilo – Kinnander
- Olof Sandborg – greve Konstantin Sköldborg
- Olga Andersson – grevinnan Sköldborg
- Bengt-Olof Granberg – Richards konstnärsvän
- Wictor Hagman – Richards konstnärsvän
- Yngwe Nyquist – Richards konstnärsvän

## Musik i filmen
- Bland vallmo och blåklint, kompositör Jules Sylvain, text Karl-Ewert, sång Lars Egge
- Vinka blott glatt med sin hand, kompositör Jules Sylvain, text Åke Söderblom, sång Erik "Bullen" Berglund
- Gurli, kompositör Jules Sylvain, text Åke Söderblom, sång Lars Egge
- Staden sjunger, kompositör Jules Sylvain, text Åke Söderblom, sång Lars Egge
- Tangokavaljeren (Jag viskar dig ömt om vackra drömmar som jag drömt), kompositör Jules Sylvain, text Åke Söderblom, framförs av okänd sångare, dans Annalisa Ericson